# Hoplerythrinus cinereus
Hoplerythrinus cinereus is een straalvinnige vissensoort uit de familie van de forelzalmen (Erythrinidae). De wetenschappelijke naam van de soort is voor het eerst geldig gepubliceerd in 1858 door Gill.